# Totoloto
Totoloto é, em Portugal, um jogo de sorte e azar do tipo lotaria, operado desde 1985 pela Santa Casa da Misericórdia de Lisboa em todo o território português e cujo sorteio se realiza aos sábados e quartas-feiras.
Grande parte do interesse do jogo é a possibilidade de concorrer a um jackpot, que acumula de semana para semana quando o 1.º prémio não teve acertantes, podendo acumular-se valores de dezenas de milhões de euros.

## Regras
Até ao dia 13 de Março de 2011, o jogo consistiu no preenchimento de um boletim onde podiam ser escolhidas combinações de números de 1 a 49, e num sorteio de 7 bolas numeradas de 1 a 49, distinguindo-se a última a ser sorteada (dita bola suplementar). Os prémios eram definidos em função do número de acertos nas 6 primeiras bolas, com o acerto, ou não, no número suplementar a servir para distinguir entre 2º e 3º prémio (com 5 acertos nas 6 primeiras bolas)
- 1.º prémio: 6 acertos
- 2.º prémio: 5 acertos, mais o número suplementar
- 3.º prémio: 5 acertos
- 4.º prémio: 4 acertos
- 5 º prémio: 3 acertos

A probabilidade de acertar na chave do primeiro prémio era de 1 em 13 983 816.
| Prémio | Probabilidades  |
| ------ | --------------- |
| 1º     | 1 em 13 983 816 |
| 2º     | 1 em 2 330 636  |
| 3º     | 1 em 52 940     |
| 4º     | 1 em 1 032      |
| 5º     | 1 em 57         |

As probabilidades de ganhar um prémio, qualquer que ele seja, era de cerca de 1 em cada 53 apostas (1,9%).

### Novas regras
No dia 13 de Março de 2011 o Totoloto passou a ter novas regras. A partir de então para ganhar o primeiro prémio é necessário acertar em 5 números (num universo de 49) mais um "Número da Sorte" (em 13 hipóteses), passando a haver dois sorteios semanais (ao sábado e à 4ª feira). Passou ainda a haver prémio quando há somente 2 acertos. O apostador que acertar o número da sorte  receberá o valor da aposta que efectuou. Estas alterações tiveram como objectivo aumentar o número de apostadores neste jogo. Como consequência, aumentaram as probabilidades dos menores prémios, mas aumentaram a dificuldade do 1º prémio, apontando-se a um menor número anual de totalistas e um prémio jackpot muito mais aliciante.
A probabilidade de acertar no primeiro prémio passou a 1 em 24 789 492 (aprox. 1,8 vezes mais difícil).
| Prémio      | Acertos                     | Probabilidades  |
| ----------- | --------------------------- | --------------- |
| 1º          | 5 acertos + Nº da sorte     | 1 em 24 789 492 |
| 2º          | 5 acertos (sem Nº da sorte) | 1 em 1 906 884  |
| 3º          | 4 acertos                   | 1 em 211 876    |
| 4º          | 3 acertos                   | 1 em 18 424     |
| 5º          | 2 acertos                   | 1 em 1 176      |
| Nº da sorte | Nº da sorte                 | 1 em 13         |

As probabilidades de ganhar um prémio, qualquer que ele seja, é aproximadamente igual a 15%.